# Eudicrana elegans
Eudicrana elegans är en tvåvingeart som beskrevs av Lane 1948. Eudicrana elegans ingår i släktet Eudicrana och familjen svampmyggor. Inga underarter finns listade i Catalogue of Life.